# Chactas oxfordi
Espèce
Chactas oxfordi est une espèce de scorpions de la famille des Chactidae.

## Distribution
Cette espèce est endémique du département de Magdalena en Colombie. Elle se rencontre entre 1 000 et 2 300 m d'altitude dans la Sierra Nevada de Santa Marta.

## Publication originale
- González-Sponga, 1978 : Chactas oxfordi (Scorpionida: Chactidae) nueva especie de la Sierra Nevada de Santa Marta, Colombia. Monografías Científicas Augusto Pi Suñer, Instituto Universitario Pedagogico de Caracas, vol. 9, p. 1-20.